# Frankenia gypsophila
Frankenia gypsophila är en frankeniaväxtart som beskrevs av Ivan Murray Johnston. Frankenia gypsophila ingår i släktet frankenior, och familjen frankeniaväxter. Inga underarter finns listade i Catalogue of Life.